# Corinnomma formiciforme
Corinnomma formiciforme là một loài nhện trong họ Corinnidae.
Loài này thuộc chi Corinnomma. Corinnomma formiciforme được William Joseph Rainbow miêu tả năm 1904.